# 長屋門公園
長屋門公園（ながやもんこうえん）とは、神奈川県横浜市瀬谷区阿久和東にある公園。指定管理者制度に基づき、ボランティア団体の「長屋門公園歴史体験ゾーン運営委員会」により管理・運営されている。入場・入館は無料。

## 概要
長屋門公園は、古民家を中心とする歴史体験ゾーンと、杉林・散策路を中心とする自然観察ゾーン分けることができる。
歴史体験ゾーンには、横浜市認定歴史的建造物に認定されている旧大岡家長屋門（きゅうおおおかけながやもん）と旧安西家主屋（きゅうあんざいけしゅおく）や、土蔵・井戸がある。また、ボランティアが運営する売店があり、竹細工等が販売されている。竹馬・ぽっくり・輪回し等の昔の遊具が備えられ、自由に利用することができる。
自然観察ゾーンは杉林となっている斜面が多くの部分を占めている。阿久和川の水源となっているせせらぎの水辺や希望ヶ丘駅方面へ抜ける散策路がある。

## 施設

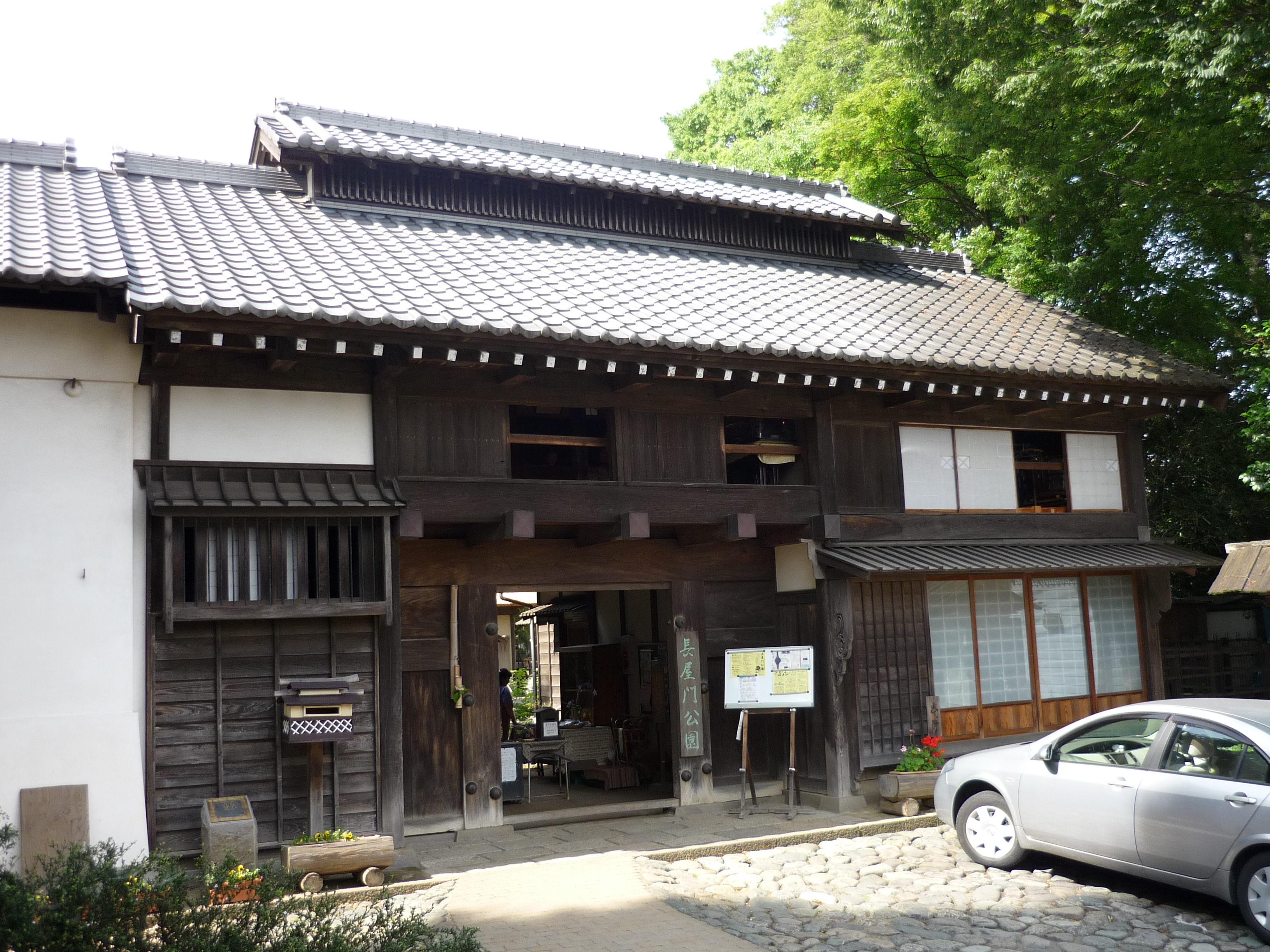
旧大岡家長屋門

### 旧大岡家長屋門
- 構造：木造二階、切妻造、桟瓦葺
- 建築：明治20年（1887年）
- 養蚕室として使用されていた二階は、現在では集会室・ギャラリーなどとして使用されている。養蚕が行われていた当時は、近隣に製糸工場が存在した。
- 現在、一階の一部は売店および事務所として使用されている。

### 旧安西家主屋
- 構造：木造平屋、寄棟造、茅葺
- 建築：江戸中期後半(18世紀末)

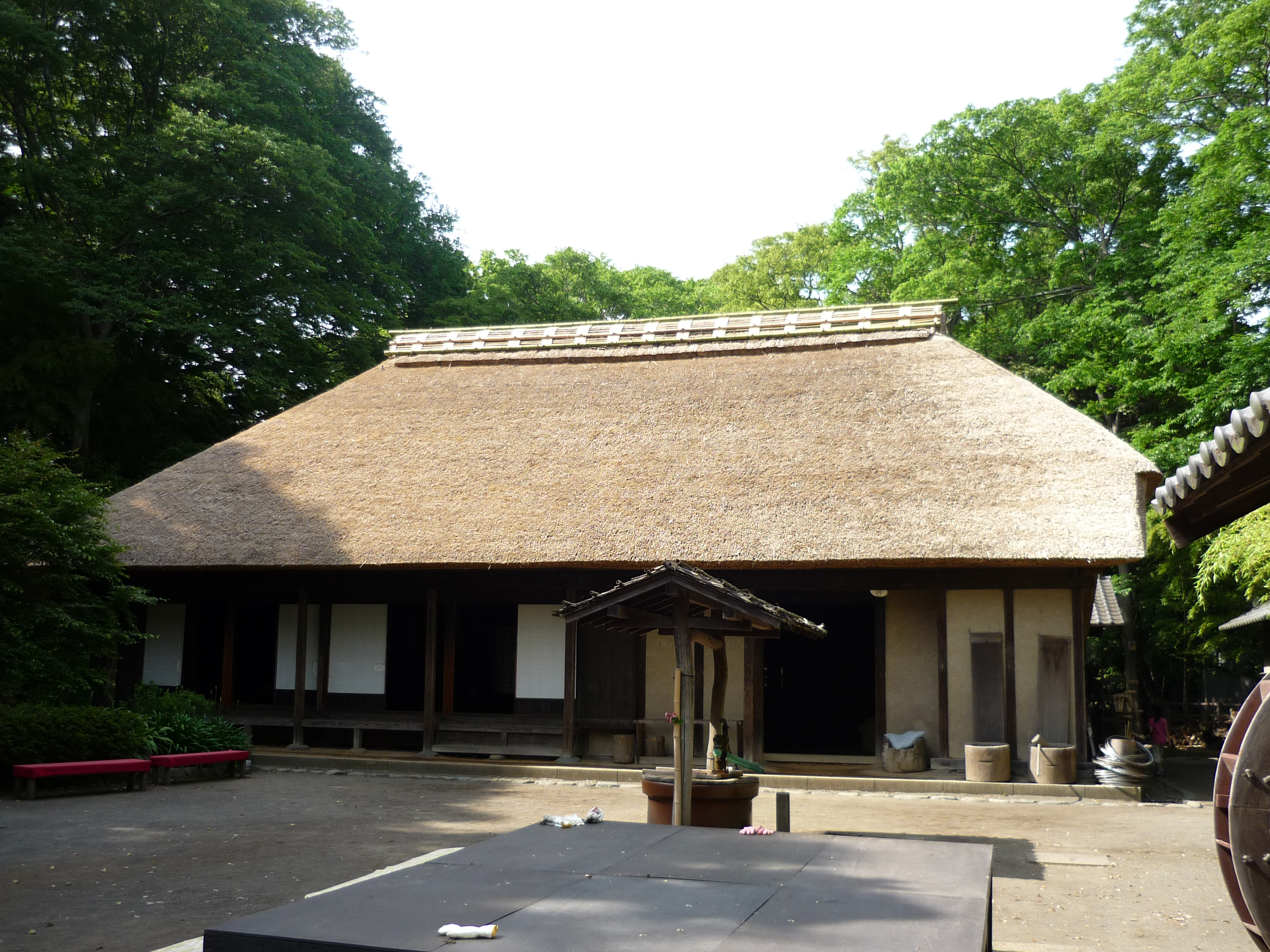
旧安西家主屋

- 横浜市泉区和泉町の安西家の主屋であったが、平成2年（1990年）に横浜市に寄贈された。長屋門公園に移築するために、解体・修理を行い平成4年（1992年）6月に竣工した。

## 交通アクセス
- 相鉄本線三ツ境駅 徒歩18分
- 相鉄本線希望ヶ丘駅 徒歩17分

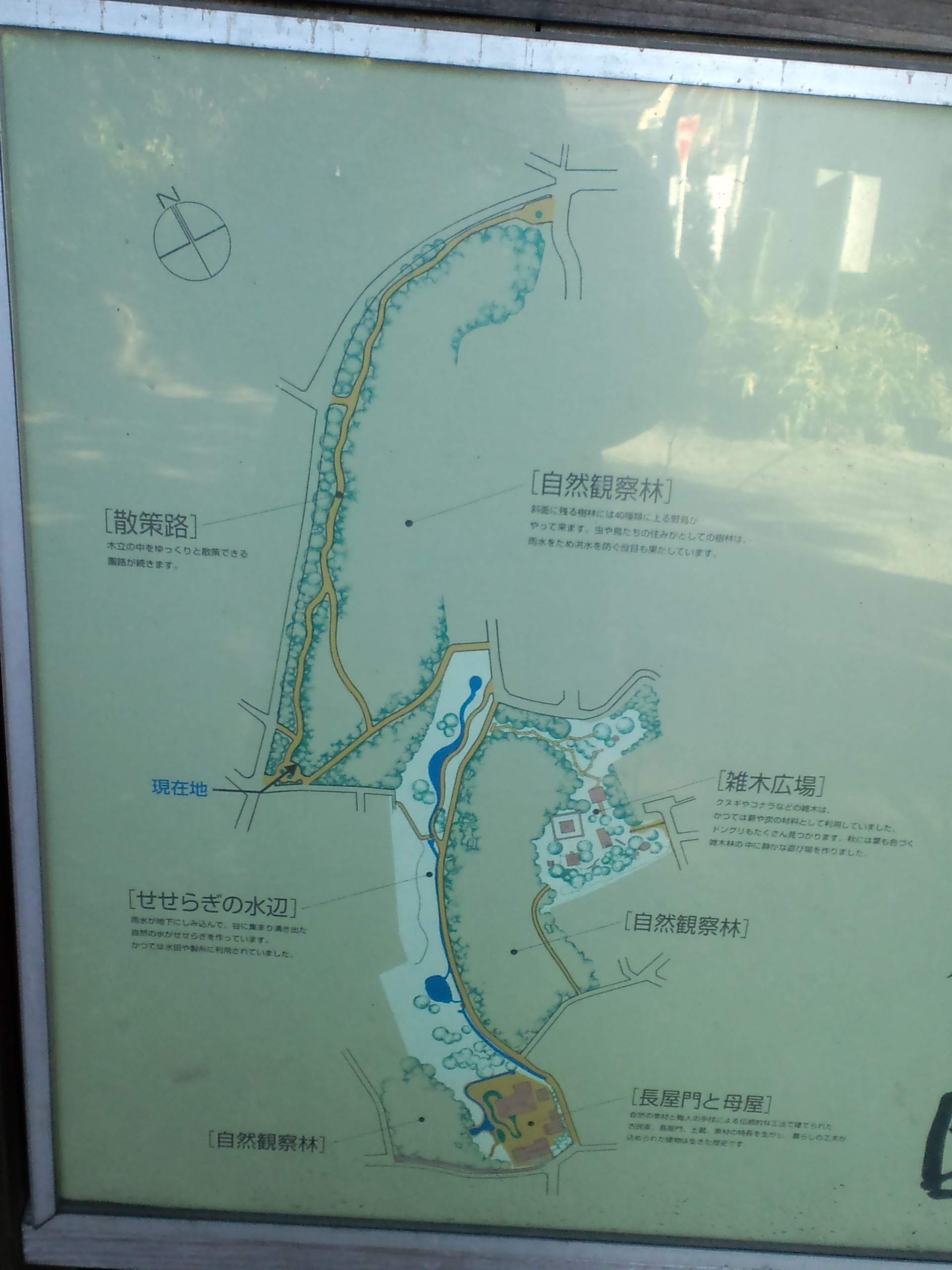
長屋門公園内の地図

- 三ツ境駅より戸塚駅行きバス「上阿久和」 徒歩3分